# Canyon de Charyn

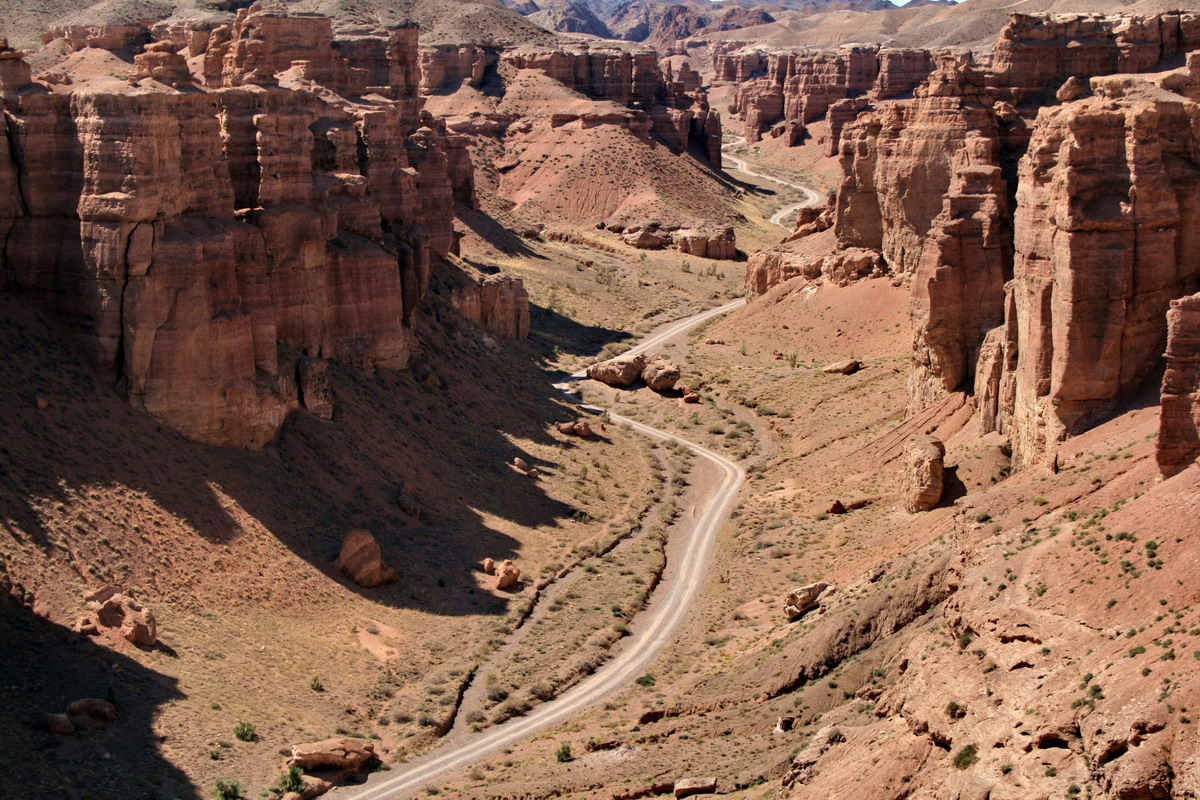
Vallée des châteaux.

Le canyon de Charyn est un canyon de 80 km au Kazakhstan le long du fleuve Charyn, 200 km à l’est d'Almaty, près de la frontière chinoise. Il se trouve au sein du Parc national de Charyn qui a été créé le 23 février 2004 dans les districts d'Uyghur et de Kegen dans l’oblys d'Almaty. 
Une de ses sections s'appelle la Vallée des Châteaux du fait des formations rocheuses inhabituelles.